# Октава (література)
Окта́ва (лат. octava — восьма) — восьмивірш, строфа з восьми рядків п'ятистопного або шестистопного ямба за жорсткою схемою римування (абабабвв) при обов'язковому чергуванні окситонних та парокситонних клаузул.
Потрійні рими надають віршовому мовленню ефект милозвучності, витворюють чуття його тяглості, що обривається прикінцевим двовіршем (диптихом). Вважається, що октава виникла із сициліани (абабабаб) і свого розквіту досягла в італійській ренесансній ліриці (Л. Аріосто, Т. Тассо та інші), використовуючи одинадцятискладовий силабічний вірш. Своєю внутрішньою розгорненістю ліричного сюжету, викінченістю думки, гнучкістю та шляхетністю форми октава зручна і для віршових мініатюр, і для поем.
В українській поезії яскраві приклади октави спостерігаються в І. Франка, С. Гординського і Юрія Клена тощо. Класичним взірцем октави є поеми М. Рильського «Чумаки»:
Звичайно, про Довейка і Домейка
Тепер писать — то був би кепський тон.
Тепер на місце квітки і соловейка
Звитяжно стали криця і бетон.
Я згоджуюсь: і Галя, і Зюлейка —
Давно набридлий і нудний шаблон…
Та чую небезпеку і з бетоном,
Що стане він, а може й став шаблоном.

## Джерело
- Літературознавчий словник-довідник / Р. Т. Гром'як, Ю. І. Ковалів та ін. — К.: ВЦ «Академія», 1997. — с. 518–519